# ويليام ديفيز (لاعب كرة قدم بريطاني)
ويليام ديفيز (بالإنجليزية: William Davies)‏ (1884 في المملكة المتحدة - 1954) هو لاعب كرة قدم بريطاني (وحمل سابقاً جنسية المملكة المتحدة لبريطانيا العظمى وأيرلندا) في مركز الهجوم. لعب مع ستوك سيتي.